# Kvíčovice
Kvíčovice (en allemand : Kwitschowitz) est une commune du district de Plzeň-Sud, dans la région de Plzeň, en République tchèque. Sa population s'élevait à 382 habitants en 2017.

## Géographie
Kvíčovice se trouve à 5 km au nord de Staňkov, à 20 km au nord-est de Domažlice, à 28 km à l'ouest-sud-ouest de Plzeň et à 112 km à l'ouest-sud-ouest de Prague.
La commune est limitée par Všekary et Neuměř au nord, par Holýšov à l'est, par Staňkov au sud et par Štichov à l'ouest.

## Histoire
La première mention écrite de la localité date de 1379.
Le 1er janvier 2021, la commune a été séparée du district de Domažlice et réunie au district de Plzeň-Sud.